# Alfred Dänzer
Alfred Dänzer (* 28. März 1948) ist ein deutscher Lobbyist und Finanzexperte im Gesundheitswesen. Durch den „Hygieneskandal“ 2014 am Universitätsklinikum Mannheim erlangte Dänzer bundesweite Bekanntheit.

## Leben
Nach dem Realschulabschluss in Mannheim 1964 begann Dänzer eine fünfjährige Ausbildung zum Diplom-Verwaltungswirt (FH). 1971 begann er seine Tätigkeit im Universitätsklinikum Mannheim, 1997 wurde er dort stellvertretender Geschäftsführer. 2005 wurde er Geschäftsführer als Nachfolger von Wolfgang Pföhler, der zur Rhön Klinikum AG gewechselt war. Seit 2009 war er auch Sprecher der Geschäftsführung.
Am 22. Oktober 2014 trat er zum 28. November 2014 als Geschäftsführer des Universitätsklinikums Mannheim in Folge des „Hygiene-Skandals“ zurück. Im Februar 2021 begann am Mannheimer Landgericht der Auftakt zum Prozess, bei dem Dänzer zur Last gelegt wurde Verstöße gegen das Medizinproduktegesetz begangen zu haben. Die Strafkammer legte ihm zur Last, dass es für die Aufbereitung von Sterilgut, für Geräteüberprüfungen und Personalschulungen kein Budgetmittel gab. Die Dritte Strafkammer des Landgerichts ging am 26. April 2021 von einem bedingten Vorsatz aus – weil Dänzer versäumt hatte, bei delegierten Aufgabenbereichen ausreichende Kontrolle auszuüben – und verurteilte Dänzer zu einer zweijährigen Bewährungsstrafe und einer Geldbuße von 75.000 €. Die Verteidigung legte im Mai 2021 Revision gegen das Urteil ein. Ende Oktober 2021 bestätigte der Bundesgerichtshof in Karlsruhe jedoch das Urteil. Der Aufsichtsrat des Klinikums hat im Mai 2022 beschlossen vom früheren Geschäftsführer Schadensersatz in Höhe von 15 Millionen Euro zu fordern. Infolge von Schriftsatzfristen hat der Prozess am Landgericht bisher noch nicht begonnen.

## Ehrenämter
- Vorsitzender Arbeitskreis Kommunale Krankenhäuser im Dt. Städtetag (seit 2005)
- Vorstandsmitglied Einkaufsgenossenschaft Kommunale Krankenhäuser im Deutschen Städtetag (EKK) (seit 2005)
- Vorsitzender Gesundheitsausschuss im Städtetag Baden-Württemberg (seit 2009)
- Vorstandsmitglied und Erster Stellvertreter des Vorsitzenden der Baden-Württembergischen Krankenhausgesellschaft (BWKG) (seit 2009)
- Mitglied im Gesundheitsausschuss im Deutschen Städtetag (seit 2012)
- Assoziiertes Mitglied im Vorstand der Arbeitsgemeinschaft Kommunaler Großkrankenhäuser[11]
- Von 2010 bis 2011 Vizepräsident und von 2012 bis 2014 Präsident der Deutschen Krankenhausgesellschaft e. V.[12]

## Aufsichtsratsmandate
- Stellvertretender Vorsitzender im Beirat der Altenpflegeheime Mannheim GmbH (seit 2005)[13]
- Stellvertretender Vorsitzender BGV / Badische Versicherungen (seit 2009)
- Mitglied SRH Holding (seit 2011)[14]

## Privates
Alfred Dänzer ist verheiratet und hat zwei Kinder.